# یواس‌اس ال‌سی‌آی (ال)-۹۳
یواس‌اس ال‌سی‌آی(ال)-۹۳ (به انگلیسی: USS LCI(L)-93) یک کشتی بود که طول آن ۱۵۸ فوت ۵٫۵ اینچ (۴۸٫۲۹۸ متر) بود. این کشتی در سال ۱۹۴۳ ساخته شد.